# 锦衣夜行 (电视剧)
《錦衣夜行》，2024年的中國大陆明朝古裝電視劇，改編自月關長篇小說《錦衣夜行》，由鍾澍佳和梁勝權聯合執導，張翰和韓國演員朴敏英主演。
本劇分為上下部，《錦衣夜行》和《錦衣飛龍》。講述了明初，夏潯盲打誤撞代替死去的富商秀才楊旭，成為錦衣衛，輔佐皇帝朱棣成就一代偉業的歷史進程，並在過程中和謝雨霏，兩人墜入愛河，成為了一對歡喜冤家的故事。本劇於2015年5月23日在浙江横店影视城正式開機。
備案分為上下部，上部為《锦衣夜行》、下部為《锦衣飞龙》，於2024年9月16日在韓國首播。

## 剧情简介
明朝初期，平民夏浔盲打误撞代替死去的富商秀才杨旭，成为锦衣卫的一颗棋子，在目睹其监控者张十三等人对自己的心狠手辣后决定为自保而为民除害。同时，他结识了日后的妻子谢雨霏，两人开始了欢喜冤家般的相处。不久，夏浔在回老家的路上被锦衣卫的人追赶，遂被西门靖与纪纲搭救，三人一见如故成结拜兄弟。后三人无意间救了燕王夫妇和郡主，夏浔的能力引起锦衣卫两派首领白一夏和罗克敌的关注。夏浔经过白一夏和罗克敌的培养，成为一名优秀的锦衣卫。朱允炆登基后，开始着手削藩，心怀家国的夏浔为免百姓受更多苦难，决定辅佐燕王登基。他和纪纲在燕王身边完美配合，为日后燕王的登基做出了巨大贡献。
夏浔与纪纲联手在政变中助燕王登基，成为新的权贵。然而随着权力的增大，纪纲的野心也不断膨胀，随着矛盾的不断增加，夏浔成为纪纲最忌惮的人，加上最爱的女人最终选择了夏浔，最终兄弟彻底反目。纪纲又利用朱棣的猜疑之心一步步将夏浔逼入绝境，夏浔最终将如何全身而退……

## 角色表

### 主要角色
| 演员              | 角色   | 介绍 | 备注 |
| 張翰              | 夏潯   | 錦衣衛總旗(正七品)→錦衣衛指揮使→輔國公 謝雨霏的丈夫，錦衣衛指揮使，辅佐朱棣，成就一代伟业。无论是靖难削藩，迁都修典，还是五征蒙古，七下南洋等，夏浔都参与其中，并深刻影响着历史的进程。 |      |
| 朴敏英 童年：文淇 | 謝雨霏 | 一品誥命夫人 輔國公夫人→紀夫人→輔國公夫人(與夏洵復婚) 夏潯的妻子，他们是一对患难与共的欢喜冤家。谢雨霏，本名谢露缇，自取小字雨霏，小名谢谢，杨旭的未婚妻，陈郡谢家之人。然而到她之时，家道已经衰落，在父母相继去世，哥哥又被压断腿无缘仕途后，谢雨霏过早的面对了生活的压力，後嫁給夏洵為妻，為輔國公夫人，後被紀綱與郡主設計與夏洵和離，和離時已懷有與夏洵的孩子，懷著孩子嫁給紀綱為妻，之後設計紀綱逃離出府後在外被郡主的馬車害到而流產，後與夏洵成功排除萬難，與夏洵再次復婚。 |      |
| 徐正溪            | 西門靖 | 夏潯結拜兄弟。长袖善舞八面玲珑，手段圆滑做事老成，本人还是一个妇科名医，在阳谷县里名声并不赖，至少没人听说过他干过什么欺男霸女、作奸犯科的坏事儿，可算是一位妙人。然而却是锦衣卫中人，通过其父传承了锦衣卫的身份，西门靖的武功很高，刀剑功夫，极其之高，除了纪纲能与之抗衡一下，其他人很难近他身，喜歡彭梓琪。 |      |
| 魏千翔            | 紀綱   | 錦衣衛指揮使 夏潯結拜兄弟。自幼習武，一身拳脚功夫极为了得，为人好名，与高贤宁交情深厚，后被开除县学。在高贤宁游学时，纪纲也相伴同行，却恰遇蒲台县仇秋强掳，民女之事，深愛著謝雨霏，纪纲于夏浔等联手，巧施计谋，使得仇秋人赃俱获，自己也收获了不小的名声，後來與夏潯兄弟反目，也因最愛的女人謝雨霏選擇夏潯而更加恨夏潯，後來使出手段讓謝雨霏與夏洵和離，而娶謝雨霏為妻，但謝雨霏嫁給他時已懷有夏洵的孩子，之後謝雨霏逃出府後被郡主的馬車害到流產，後因謝雨霏易容成夏洵的模樣去見他，卻不知是謝雨霏，而用劍刺傷謝雨霏，後來斯下易容的面具發現是謝雨霏，傷心絕望自己傷害了她，當下在謝雨霏與夏洵面前用劍自盡，斷氣前與夏洵道歉自己背叛兄弟之情。 |      |

### 其他角色
| 演员   | 角色   | 介绍 | 备注 |
| 陳昊   | 朱棣   | 明朝皇帝明成祖，深愛徐皇后。 |      |
| 邵美琪 | 徐皇后 | 明成祖的皇后，後世尊稱仁孝文皇后                                                                                                 |      |
| 吳倩   | 唐賽兒 | 唐赛儿，古灵精怪、青春满溢、聪明伶俐的“小仙女”。虽说是个萌萌哒小萝莉，江湖经验却极为老道。                                       |      |
| 郭子千 | 彭梓琪 | 彭梓祺，青州彭家之女，有一个龙凤双胞胎的哥哥，一身好功夫，使得一手五虎断门刀刀法，喜歡西門靖。                                   |      |
| 宋妍霏 | 徐茗兒 | 娇俏可人的小郡主，从小到大只喜欢过一个人，就是夏浔，为了夏浔，可以放弃所有。冰雪聪明，总是在夏浔危难之际帮他过渡难关。           |      |
| 劉長德 | 羅克敵 | |      |
| 郝澤嘉 | 白一夏 | |      |
| 张赫   | 朱允炆 | 明朝皇帝建文帝，朱元璋嫡长孙。为人颇重感情，是一位有城府却无魄力、有小聪明却无大智慧、有野心却无能力的君王，後被叔叔明成祖篡位。 |      |
| 张雪迎 | 孙妙戈 | |      |
| 賴藝   | 蒙天   | 錦衣衛 |      |

## 电视剧歌曲
| 曲序 | 曲目           |
| ---- | -------------- |
| 1.   | 无题（片头曲） |
| 2.   | 无题（片尾曲） |
| 3.   | 无题（插曲）   |